# Classificação artificial
Na classificação biológica, uma classificação é considerada artificial quando as características usadas para distinguir entre dois tipos de organismos são facilmente observáveis, mas não refletem necessariamente o parentesco ou o grau de semelhança entre eles.
As primeiras classificações biológicas eram artificiais, pois utilizavam critérios que não levavam em consideração o parentesco evolutivo entre as espécies.
O sistema de classificação artificial, em taxonomia, é todo aquele que usa critérios arbitrários, não refletindo as semelhanças e diferenças fundamentais entre os indivíduos. Este sistema classifica os seres vivos com base em uma única característica escolhida aleatoriamente, sem levar em conta as características morfológicas e fisiológicas dos indivíduos, nem as relações filogenéticas (de
parentesco) existentes entre eles.
Exs.:
Classificação dos animais quanto ao seu habitat, ou quanto a sua forma de locomoção; classificação dos vegetais quanto a sua altura (Platão, séc. IV a.C.)
Aristóteles criou um tipo de classificação artificial na qual dividia os animais em dois grandes grupos: animais com sangue e animais sem sangue.
As classificações actuais são naturais, pois baseiam-se na teoria evolucionista e procuram analisar um grande conjunto de caracteres, tentando estabelecer relações de parentesco evolutivo entre os seres vivos.